# Paraidemona
Paraidemona is een geslacht van rechtvleugeligen uit de familie veldsprinkhanen (Acrididae). De wetenschappelijke naam van dit geslacht is voor het eerst geldig gepubliceerd in 1893 door Brunner von Wattenwyl.

## Soorten
Het geslacht Paraidemona omvat de volgende soorten:
- Paraidemona cohni Fontana & Buzzetti, 2007
- Paraidemona fratercula Hebard, 1918
- Paraidemona latifurcula Hebard, 1918
- Paraidemona mimica Scudder, 1897
- Paraidemona nuttingi Yin & Smith, 1989
- Paraidemona olsoni Yin & Smith, 1989
- Paraidemona punctata Stål, 1878
- Paraidemona ruvalcabae Buzzetti, Barrientos Lozano & Fontana, 2010